# Alma Joslyn Whiffen-Barksdale
Alma Joslyn Whiffen-Barksdale (25 octobre 1916 - 5 juillet 1981) est une mycologue américaine ayant découvert le cycloheximide.

## Jeunesse
Elle est née à Hammonton, dans le New Jersey. Elle obtient une licence au Maryville College (1937). Sa maîtrise (botanique, 1939) et son doctorat (botanique et mycologie, 1941) sont obtenus à l'université de Caroline du Nord. En 1941-42, elle est boursière Carnegie et, en 1951, boursière Guggenheim. Barksdale travaille au département de recherche sur les antibiotiques de la société Upjohn de Kalamazoo, Michigan (1943-52) et au jardin botanique de New York. Pendant qu'elle travaille au Jardin botanique de New York, Barksdale devient une figure fondatrice de l'étude des achlya, un genre de champignons aquatiques au système de reproduction unique ; la Mycological Society of America et l'Achlya Newsletter, une publication sur la recherche continue sur les achlya, ont toutes deux publié des rétrospectives sur sa vie et son travail après sa mort en 1981.

## Carrière de recherche

### Travaux d'études supérieures et post-doctoraux (1939-1943)
À l'université de Caroline du Nord à Chapel Hill, et plus tard à l'université Harvard, elle mène des recherches supérieures et post-doctorales sur les classes de champignons aquatiques oomycetes et chytridiomycetes,. Elle contribue au développement de méthodes pour isoler et cultiver les champignons aquatiques, à la description précise de leurs besoins nutritionnels, et à un cycle de vie sexuel précédemment inconnu dans l'ordre des parasites aquatiques blastocladiales. Elle reçoit une bourse Carnegie (en Caroline du Nord) et une bourse du Conseil national de la recherche (à Harvard) pour ses recherches, et ses travaux donnent lieu à plusieurs publications universitaires.

### Département de recherche sur les antibiotiques de la société Upjohn,Kalamazoo,Michigan(1943-1952)
En 1943, Barksdale est engagée par la société Upjohn à Kalamazoo, en tant que mycologue professionnelle. C'est là qu'elle découvre le cycloheximide (nom commercial Actidione), un agent antifongique et antibactérien produit par la bactérie streptomyces griseus,. Le produit chimique est d'abord utilisé comme fongicide pour les plantes affectées par des champignons pathogènes,, mais il est maintenant principalement utilisé à des fins expérimentales. En 1951, un an avant de quitter Upjohn, elle devient boursière John Simon Guggenheim à l'université Stanford. En 1952, elle épouse le microbiologiste Lane Barksdale et quitte la société Upjohn, après quoi elle et son nouveau mari passent une année à mener des projets de recherche à Paris,.

### Jardin botanique de New York (1955-1974)
En 1955, Barksdale devient associée de recherche au Jardin botanique de New York et retourne à l'étude des champignons aquatiques. De 1955 à 1961, elle approfondit les recherches existantes sur l'espèce achlya bisexualis, en se concentrant sur les hormones de reproduction sexuelle uniques de ce champignon. Un collègue mycologue, le Dr John Raper, avait déjà conclu que le développement des organes sexuels chez A. bisexualis était médié par l'échange d'hormones entre les souches mâles et femelles du champignon. Au cours de 10 années de recherche, elle découvre et isole l'hormone sexuelle anthéridiol : un stéroïde libéré par les souches femelles de A. bisexualis, qui stimule la croissance des anthéridies lorsqu'elles sont introduites dans les souches mâles du champignon. Ses découvertes suscitent une nouvelle vague d'intérêt pour le genre Achlya en tant que sujet de recherche au cours des décennies suivantes, et elle et le Dr Raper sont considérés conjointement comme les principales figures fondatrices de la recherche sur les Achlya, selon la rétrospective sur sa vie publiée dans le numéro de 1981 de l'Achlya Newsletter.
En 1960, Alma et Lane passent une année à faire des recherches au Japon, dans les universités de Kyoto et d'Osaka.
En 1961, Barksdale est promue au poste de Senior Research Associate au New York Botanical Garden, et de 1972 à 1974, elle occupe le poste de Senior Botanist au Garden, après quoi elle prend sa retraite en raison d'une santé défaillante.